# إسلامية (تفت)
إسلامية هي قرية في مقاطعة قم، محافظة قم، إيران. عدد سكان هذه القرية هو 1,532 في سنة 2006.